# گریواتس (کنیچ)
گریواتس (به صربی: Grivac) یک منطقهٔ مسکونی در صربستان است که در کنیچ واقع شده‌است. گریواتس ۳۷۱ نفر جمعیت دارد و ۳۳۶ متر بالاتر از سطح دریا واقع شده‌است.